# Carl Weiss
 (février 2024).
Si vous disposez d'ouvrages ou d'articles de référence ou si vous connaissez des sites web de qualité traitant du thème abordé ici, merci de compléter l'article en donnant les références utiles à sa vérifiabilité et en les liant à la section « Notes et références ».
Pour les articles homonymes, voir Weiss.
Carl Austin Weiss Sr. (6 décembre 1906-8 septembre 1935) est un médecin américain de Bâton-Rouge, en Louisiane, qui a assassiné le sénateur Huey Pierce Long, au Capitole de l'État de Louisiane le 8 septembre 1935. Il a été abattu par les gardes du corps du sénateur.